# Collegium Polonicum
Collegium Polonicum (polska: Collegium Polonicum w Słubicach) är en internationell högskola, grundad 1998, i staden Słubice i västra Polen. Högskolan ligger nära den tysk-polska gränsövergången och drivs som ett samarbete mellan Europa-Universität Viadrina i tyska Frankfurt an der Oder och Adam Mickiewicz-universitetet i polska Poznań. Universiteten har uppdelat ansvaret för utbildningarna mellan sig och examina utfärdas av respektive universitet.
Initiativet till Collegium Polonicums grundande togs av de båda universiteten 1992, och efter att de nya lokalerna uppförts 1995-1996 kunde högskolan slutligen starta upp utbildningarna till läsåret 1998/1999.
År 2013 hade högskolan omkring 1500 studenter. Den erbjuder utbildningar på Bachelor- och Masternivå inom juridik, germanistik, polska och Polens kultur, samhällsvetenskap, kommunikationsvetenskap, ekonomi, ekologi och historia, huvudsakligen med tyngdpunkt på tysk-polska förbindelser och Oderregionen.